# Psilocybe egonii
Psilocybe egonii es una especie de hongo de la familia Hymenogastraceae, del orden de los Agaricales y de la división de los Basidiomycota. Etimológicamente Psilocybe viene del gr. psilós que significa liso, desnudo, calvo, y kýbe que significa cabeza, píleo, es decir significa “por carecer de ornamentación en el píleo” (aunque no sucede así en todas las especies del género).

## Clasificación y descripción
Macroscópicamente tiene el Píleo de 4-11 mm de diámetro, convexo a subumbonado o semiplano, marrón oscuro cuando está fresco, amarillento  o rojo pardusco cuando esta seco. Laminas anexas, marrones cuando frescas cambiando a naranja pardo, bordes concolorous o blanquecino. Estípite de 6-16 x 1-1.5 mm, hueco, gris parduzco, liso pero moteado con escamas blanquecinas, base con una almohadilla micelial blanca. Microscópicamente tiene: Esporas de (5.5-) 6-6.5 (-7) x 4.5-5 (-5.5) x 3.5-4.5 µm (Q 5 1.25), subromboides en vista frontal, subelipsoides de perfil, paredes gruesas, marrón amarillento, con un ancho poro germinal. Basidio de (17-) 20-24 (-26) x 5.5-6.5 µm, con 4 esterigmas, hialino, vesiculoso, con una restricción mediana. Pleurocistidio de (12-) 15-22,5 (-24) x 4-5,5 (-6) µm, hialino, subventricoso o subfusoide, con un cuello largo. Queilocistidio de (9.5-) 13-21.5 (-26) x (4-) 5-6.5 (-7) µm, hialino, subventricoso, algunas veces con un cuello ondulado. Subhimenio subcellular, con elementos hialinos, de 2,5-7 µm de ancho, con incrustaciones de color marrón claro. Trama himenoforal regular, con hifas hialinas, cilíndricas o infladas, de 2-10 µm de ancho, paredes delgadas, con incrustaciones de color ferruginoso pálido. Pileipellis una fina capa subgelatinizada, hifas hialinas, 1,5-5 µm de ancho. Hipodermio y contexto en una capa continua, formada por hifas hialinas, cilíndricas, en ocasionales con células subglobosas entremezcladas, de 3-14 µm de ancho, con incrustaciones parduscas en las paredes. Fíbulas comunes.

## Distribución
Solo se ha colectado y descrito para una localidad en Puerto Rico.

## Ambiente terrestre
Se puede encontrar sola o gregaria, lignícola. Fue colectado en sustrato de hojas en descomposición de la palma de sierra  (Prestoea montana [Graham] G. Nicholson), en Puerto Rico.

## Estado de conservación
No está enlistada en la NOM-059 y tampoco evaluada en la UICN. Se conoce muy poco de la biología y hábitos de los hongos, por eso la mayoría de ellos no se han evaluado para conocer su estatus de riesgo (Norma Oficial Mexicana 059).